# Stibara cambodjensis
Stibara cambodjensis är en skalbaggsart som beskrevs av Hayashi 1964. Stibara cambodjensis ingår i släktet Stibara och familjen långhorningar. Inga underarter finns listade i Catalogue of Life.